# Прая-ду-Диабу
Прая-ду-Диабу (порт. Praia do Diabo) — небольшой пляж в городе Рио-де-Жанейро (Бразилия), одно из излюбленных мест отдыха.
Расположен между пляжами Арпоадор (порт. Arpoador) и фортом Копакабана, в окружении кокосовых пальм.

## Фото

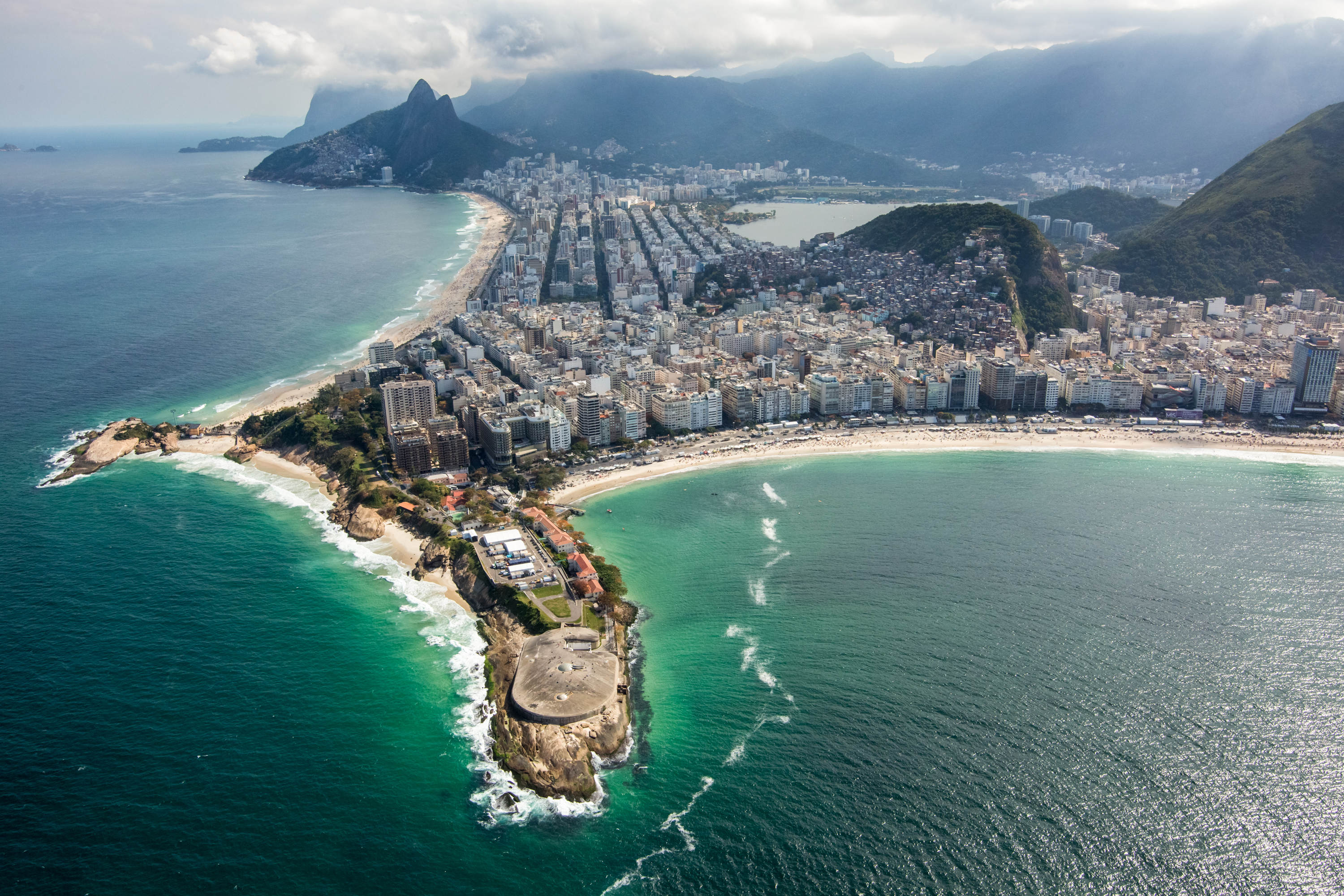
Прая-ду-Диабу, вид с воздуха (в середине левого края фотографии). Ниже его — Форт Копакабана и пляж Копакабана. Выше — пляжи Арпоадор, Ипанема, Леблон и гора Дойз-Ирманс